# Дом восходящего солнца (Остаться в живых)
«Дом восходящего солнца» (англ. House of the Rising Sun) — шестая серия первого сезона американского драматического телесериала «Остаться в живых». Эпизод снят Майклом Зинбергом, сценарий написал Хавьер Грилло-Марксуа. Впервые показан 27 октября 2004 года на телеканале ABC. Воспоминания показывают эпизоды из разных периодов жизни Сун и Джина, однако центральный персонаж серии — Сун.

## Сюжет

### Воспоминания
На элитной вечеринке Джин, который работал официантом, приносит Сун шампанское и тайком передаёт записку. Она встречается с ним наедине и, после поцелуя, становится ясно, что они влюблены друг в друга. Сун хочет сбежать вместе с Джином, но тот отвечает, что её отец не допустит этого. Несмотря на протесты Сун, которая слишком хорошо знает характер отца, Джин обещает попросить его благословения. Он дарит любимой цветок и обещает, что когда-нибудь сможет подарить ей бриллиант.
Вскоре Джин обрадовал Сун известием о том, что получил благословение её отца, однако она расстроилась, узнав, что ему придётся на него работать. Спустя какое-то время они переехали в роскошную квартиру в Сеуле. Однажды Джин подарил Сун щенка шарпея и извинился за то, что так поздно приходит с работы, на что Сун ответила, что когда-то он мог одарить её только цветком. Вероятно, теперь, когда временем Джина распоряжался её отец, Сун ностальгировала по лёгкости их былых отношений. Их разговор оборвал телефонный звонок — отец Сун вызывал Джина.
Когда Джин снова вернулся за полночь, Сун, проснувшись, побежала за ним в ванную и увидела, что руки и рубашка мужа испачканы кровью. На её вопрос, что случилось, он ответил, что был на работе. Тогда Сун дала ему пощёчину, а Джин сказал, что ради их брака выполняет все распоряжения её отца.
После этого происшествия знакомая Сун, которая пришла к ним в дом под видом дизайнера интерьеров, вручила девушке поддельные документы и сказала, что в 11:15 около аэропорта её будет ожидать машина. Так выяснилось, что Сун решила уехать из страны и скрыться от отца и мужа, и для этого она учила английский. Но в аэропорту Сиднея, откуда Сун вместе с мужем должна была лететь в Лос-Анджелес, она не захотела воплотить план побега в жизнь и пропустила назначенное время, присоединившись к Джину, который снова подарил ей цветок.

### События
Джин набросился с кулаками на Майкла, Сун и Уолт пытались образумить их, пока дерущихся не растащили Сойер и Саид. Дело окончилось тем, что Джина приковали наручниками Эдварда Марса к обломку самолёта. Когда Джек с небольшой группой пошёл осматривать пещеры с источником, Чарли спрятался в лесу, чтобы принять героин. Его нашёл Локк и приказал не двигаться — как оказалось, Чарли стоял на гнезде диких пчёл. Пока Джек и Кейт искали что-нибудь, чем можно было бы закрыть отверстие в улье, Майкл на берегу объяснял Саиду, что, по его мнению, Джин набросился на него из-за ненависти корейцев к чернокожим.
Тем временем Чарли укусила пчела, он дёрнулся и нечаянно проломил стенку гнезда. Вместе с Кейт и Джеком он побежал в пещеры, спасаясь от роя. Неожиданно в нише в стене они увидели два скелета — мужчины и женщины, — которые пролежали там, по словам Джека, не менее сорока лет. Вернувшись на пляж, Джек предложил людям переселиться в пещеры. По его мнению, там было более безопасно, и к тому же внутри протекал источник. Но не все согласились пойти за ним. Саид, как и многие другие, остался на пляже, чтобы поддерживать сигнальные костры, их единственную надежду на спасение. Так спасшиеся разделились на два лагеря.
Когда Чарли снова попытался уединиться и принять дозу, Локк догнал его и сказал, что знает о его пристрастии. Так как героин у Чарли уже заканчивался, рано или поздно ему пришлось бы преодолеть зависимость, но Локк предложил ему бросить добровольно. Чарли рассказал, что больше всего хотел бы разыскать свою гитару, а, когда он отдал Локку пакетик с героином, тот указал ему на дерево, в ветвях которого застрял багаж — и в том числе гитара.
Пока Майкл рубил бамбук в лесу, пришла Сун и, к его изумлению, заговорила с ним на английском. Оказалось, что всё это время она скрывала (и от мужа тоже) тот факт, что хорошо знает язык. Сун объяснила, из-за чего Джин напал на Майкла: он увидел на запястье чернокожего часы, которые доверил ему её отец. Вернуть их было для него делом чести. Майкл вернулся на пляж и, угрожая Джину топором, велел больше не приближаться к нему и его сыну. Потом он разрубил наручники и вернул Джину часы. Затем Херли, Джин и Сун перебрались в пещеры, а Сойер, Саид и Кейт остались на пляже у костра.